# Shizhu

Lage des Kreises Shizhu im Gebiet von Chongqing

Shizhu (chinesisch 石柱土家族自治县, Pinyin Shízhù Tǔjiāzú zìzhìxiàn) ist ein chinesischer autonomer Kreis der Tujia in der regierungsunmittelbaren Stadt Chongqing. Er hat eine Fläche von 3.013,00 km². Bei Volkszählungen in den Jahren 2000 und 2010 wurden in Shizhu 484.876 bzw. 415.050 Einwohner gezählt.